# Lala Shahin Pascià
Shahin Pascià (in turco Lala Şahin Paşa; Bursa, 1330 – Kazanlak, c. 1388) è stato un militare ottomano, primo beylerbey di Rumelia.
Fu il maestro (Lala) e del sultano Murad I e dopo la caduta di Gallipoli nel 1354 sarà lui a guidare la conquista ottomana della Tracia. Nel 1360 assediò Didymoteicho e successivamente conquistò Adrianopoli, Borouï e Filippopoli. Comandò le truppe ottomane nella battaglia della Marizza nel 1371 e nel 1382 conquistò Sofia. Sconfisse anche il principe serbo Lazar Hrebeljanović nella battaglia di Pločnik ma fu duramente sconfitto dai Bosniaci nella battaglia di Bileća del 1388.
A lui è intitolata la città di Lalapaşa nella provincia di Edirne.